# Bitpanda
La Bitpanda GmbH è un fornitore di servizi finanziari austriaco con sede a Vienna. Attraverso il suo sito web e l'app mobile. Bitpanda consente l'accesso a una piattaforma di trading che include il commercio di criptovalute, materie prime, titoli e ETF. L'azienda è stata la prima startup austriaca a soddisfare i criteri per lo status di unicorno.
Nel 2022, il fatturato ammontava a 90 milioni di euro e nel anno successivo è aumentato a 147,6 milioni di euro.

## Storia

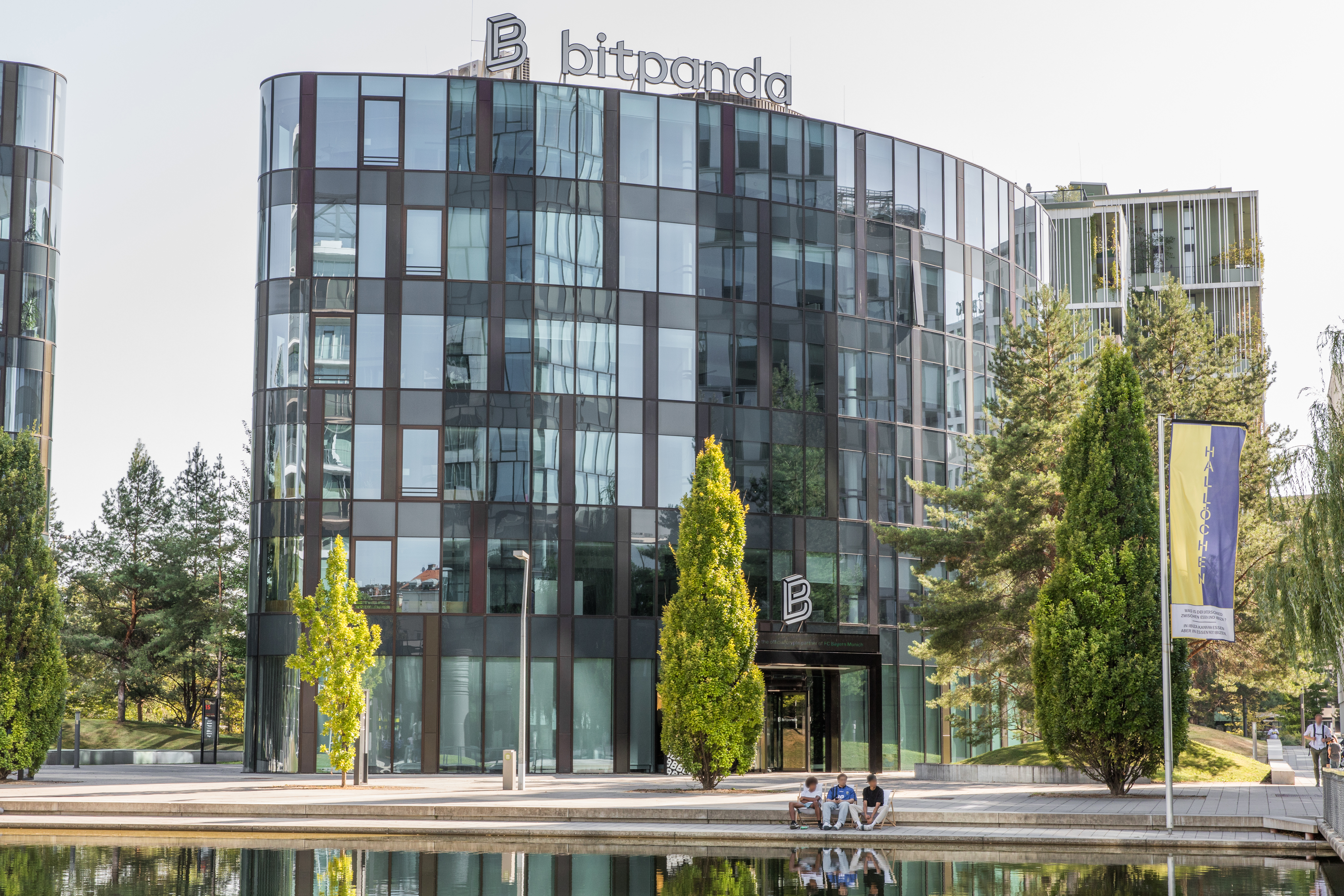
La sede centrale di Bitpanda a Vienna

### Fondazione e orientamento
La Bitpanda GmbH è stata fondata il 12 settembre 2014 da Eric Demuth, Paul Klanschek e Christian Trummer. Inizialmente, l'azienda operava con il nome di Coinimal GmbH, mentre la piattaforma di trading per criptovalute è sempre stata conosciuta con il nome di Bitpanda. A partire dal 2017, è stato possibile acquistare buoni per Bitcoin in oltre 1800 punti vendita della Posta austriaca, che possono essere riscattati sulla piattaforma Bitpanda. Nell'anno fiscale 2017, 15 dipendenti hanno registrato un utile di bilancio di 11,16 milioni di euro e hanno gestito transazioni con diverse criptovalute per un valore di 600 milioni di euro. Nel 2018, l'azienda è stata rinominata in Bitpanda GmbH.

### Diversificazione dei servizi
Nell'estate del 2019, Bitpanda ha lanciato un token chiamato Best, che offriva ai clienti uno sconto sulle commissioni di trading per i pagamenti. Nello stesso anno, l'azienda ha iniziato a integrare il commercio di metalli preziosi sulla sua piattaforma, oltre alle criptovalute. Nell'aprile del 2021 è seguita la concessione per il commercio di titoli, che ha reso possibili investimenti in frazioni di azioni ed ETF. Inoltre, Bitpanda ha introdotto una carta di debito in collaborazione con Visa, che consente di effettuare pagamenti nella vita quotidiana utilizzando criptovalute, metalli preziosi e valuta fiat.
Nel 2020, l'azienda ha avviato un round di investimento e ha generato un capitale di 45 milioni di euro da Valar Ventures, guidato da Peter Thiel, e Speedinvest. Sei mesi dopo questo round, Bitpanda ha raccolto in un secondo round di investimento un totale di 143 milioni di euro, portando la valutazione dell'azienda a 1,2 miliardi di dollari nel marzo 2021. I principali investitori di questo round erano Valar Ventures e partner di DST Global. Così facendo, l'azienda è diventata la prima startup austriaca a soddisfare i criteri per lo status di unicorno.
Il terzo round di investimento ha portato ulteriori 223,5 milioni di euro a una valutazione dell'azienda pari a 3,5 miliardi di euro. Anche in questo ultimo round hanno partecipato nuovamente Valar Ventures, Alan Howard e Redo Ventures, insieme agli investitori esistenti LeadBlock Partners e Jump Capital.

### Tagli, licenze ed espansione
Nell'estate del 2022, Bitpanda ha ridotto il proprio personale di circa 270 dipendenti, a causa di una crescita troppo rapida con numerosi nuovi assunti e del calo del 70% del valore del Bitcoin.  Alla fine dell'anno, Bitpanda ha ricevuto una licenza per criptovalute dall'Autorità federale di vigilanza sui servizi finanziari, che non solo consente la custodia di criptovalute, ma permette anche il trading proprietario con esse.
Dal 2023, Bitpanda gestisce una filiale nel Regno Unito e ha avviato una collaborazione con Coinbase per fornire ai clienti istituzionali un'infrastruttura commerciale regolamentata. Inoltre, l'azienda ha investito 9,2 milioni di euro nel settore dell'intelligenza artificiale, con l'obiettivo di offrire un gestore patrimoniale basato su IA. Grazie a una collaborazione con la banca N26, la piattaforma di trading di criptovalute di Bitpanda è stata integrata nell'app N26, consentendo ai clienti della banca di negoziare oltre 200 criptovalute tramite l'app.
Inoltre, Bitpanda collabora dal aprile 2023 con la Raiffeisenbank Niederösterreich-Wien, i cui clienti possono utilizzare i servizi di trading di criptovalute di Bitpanda attraverso la piattaforma bancaria della Raiffeisenbank.
Dal 2023, Deutsche Bank funge da banca domestica europea per i servizi transfrontalieri di Bitpanda in Austria e Spagna. Nell'aprile 2024, Bitpanda ha annunciato una collaborazione con Landesbank Baden-Württemberg (LBBW) per consentire ai clienti aziendali LBBW la custodia e l'acquisizione di beni crittografici. All'inizio di giugno, Bitpanda ha ampliato la cooperazione con Deutsche Bank per offrire ai clienti pagamenti in tempo reale per transazioni in entrata e in uscita. Grazie alla partnership con Deutsche Bank, Bitpanda può utilizzare i numeri IBAN tedeschi per migliorare l'efficienza e la sicurezza dei trasferimenti di denaro nella conversione tra criptovaluta e moneta fiat e viceversa.

## Struttura aziendale
Dal 2022, la società madre della Bitpanda GmbH è la svizzera Bitpanda Group AG. Oltre ai dirigenti, l'azienda ha un consiglio di sorveglianza composto da tre persone. La Bitpanda GmbH ha partecipazioni e filiali a Vienna, Berlino, Milano, Cracovia, Bucarest, Amsterdam, Madrid, Barcellona, Dublino e Londra.
Nell'anno fiscale 2023, 730 dipendenti hanno generato un fatturato di 147,6 milioni di euro.
La metà del personale dell'azienda è composta da programmatori, mentre gli altri dipendenti lavorano in settori come il servizio clienti, la gestione dei grandi clienti e le risorse umane. Fino a maggio 2024, la Bitpanda aveva oltre 4,5 milioni di clienti, di cui il 25% proveniva dalla Germania.
La controllata Bitpanda Technology Solutions fornisce alle istituzioni finanziarie l'infrastruttura sviluppata da Bitpanda per il trading di criptovalute. Tra i clienti figurano banche come N26, Mambu, Lydia, Plum, la Raiffeisenlandesbank Niederösterreich-Wien e la Landesbank Baden-Württemberg.

## Prodotti e servizi
Grazie a licenze regolatore complete, Bitpanda è autorizzata a negoziare criptovalute e a custodirle per conto dei clienti. Queste licenze si estendono all'intero Spazio Economico Europeo.
Attraverso il sistema di trading elettronico Bitpanda, l'azienda rende accessibile sul proprio sito web e sull'app mobile il trading di oltre 390 diverse criptovalute, tra cui Bitcoin, Ethereum, Tether e Solana.
Oltre al trading di criptovalute, Bitpanda offre ai propri clienti investimenti in indici crypto. Con il prodotto Leverage è possibile effettuare trading a breve termine nel mercato delle criptovalute.
Inoltre, l'azienda offre la possibilità di negoziare metalli preziosi come oro e argento, azioni ed ETF. Bitpanda offre in collaborazione con Visa una carta di debito che consente di effettuare pagamenti con criptovalute, metalli preziosi e moneta fiat. Inoltre, l'azienda gestisce una Bitpanda Academy per educare sui prodotti e servizi finanziari.

## Sponsorizzazione
Nel 2021, Bitpanda ha iniziato a sponsorizzare lo sport internazionale come partner globale ufficiale della Coppa Davis nel tennis. All'inizio del 2022, l'azienda ha stretto una partnership con la Federazione Italiana Rugby, diventando sponsor principale e sponsor delle maglie della Nazionale di Rugby dell'Italia. Inoltre, Bitpanda è diventata sponsor premium della World Padel Tour, uno sport derivato dal tennis. Dal gennaio 2024 esiste una partnership strategica come partner crypto con il FC Bayern Monaco. Con l'inizio della stagione 2024, è iniziata la cooperazione con la NFL. Nel agosto 2024, Bitpanda è diventata sponsor dell'AC Milan.

## Riconoscimenti
- 2019: Premio Entrepreneur Of The Year, assegnato da EY[41]
- 2021: Promoting-the-Best-Awards nella categoria Miglior Dipartimento Legale, assegnato dalla piattaforma austriaca di digitalizzazione Future Law in collaborazione con l'Associazione degli Avvocati d'Impresa Austriaci (VUJ)[42]